# Паисий II (патриарх Константинопольский)
Патриарх Паи́сий II Кюнмуржиоглу (греч. Παΐσιος Β΄ Κιουμουρτζόγλου; ум. 11 декабря 1756, монастырь Камариотисса, остров Халки) — епископ Константинопольской православной церкви. Патриарх Константинопольский в 1726—1732, 1740—1743, 1744—1748, 1751—1752 годах.

## Биография
Будущий патриарх Паисий родился в Кесарии. Его фамилия Кюнмуржиоглу была распространена среди каппадокийских греков, в основном караманлийцев. Предположительно, в 1716 году был избран митрополитом Никомидийским.
20 ноября 1726 года умер от сердечного приступа новоизбранный патриарх Каллиник III, у которого в этот день должна была быть интронизация. В тот же день митрополит Паисий был избран патриархом Константинопольским группой митрополитов, которая ранее избрала Каллиника III, чтобы предотвратить возвращение на престол Иеремии III.
В 1731 году бывший патриарх Иеремия III безуспешно попытался свергнуть Паисия II с престола. Через год, в сентябре 1732 года последовала вторая попытка свергнуть его, которая увенчалась успехом — патриархом вновь стал Иеремия III.
В августе 1740 года, после свержения патриарха Неофита VI, Паисий был во второй раз избран патриархом при поддержке великого визиря Османской империи Нишанджы Ахмед-паши.
В мае 1743 года Паисий II был свергнут османскими властями из-за финансовых разногласий, а Неофит VI был вновь избран патриархом.
В третий раз Паисий вступил на патриарший престол в марте 1744 года после свержения Неофита VI, которое он сам инициировал. Вскоре после этого митрополит Никомидийский Кирилл V начал писать жалобы на Паисия. Жалобы касались, в основном, финансовой политики патриарха: имея множество долгов, он увеличил налоги с храмов и особенно с мирян, что и вызвало недовольства. Эти действия привели к очередному свержению Паисия с патриаршего престола 28 сентября 1748 года.
В мае 1751 года, после свержения патриарха Кирилла V, в четвёртый и последний раз был избран патриархом. Сразу после свержения Кирилла V начались волнения, которые закончились нападением на патриархию и захватом самого патриарха Паисия.
7 сентября 1752 года патриарх Паисий II был свергнут, а Кирилл V снова занял патриарший престол .
После свержения Паисий удалился в монастырь Камариотисса на острове Халки, где и умер 11 декабря 1756 года.